# Cappadocia
Cappadocia – miejscowość i gmina we Włoszech, w regionie Abruzja, w prowincji L’Aquila.
Według danych na rok 2004 gminę zamieszkiwały 504 osoby, 7,5 os./km².